# Xian de Danba

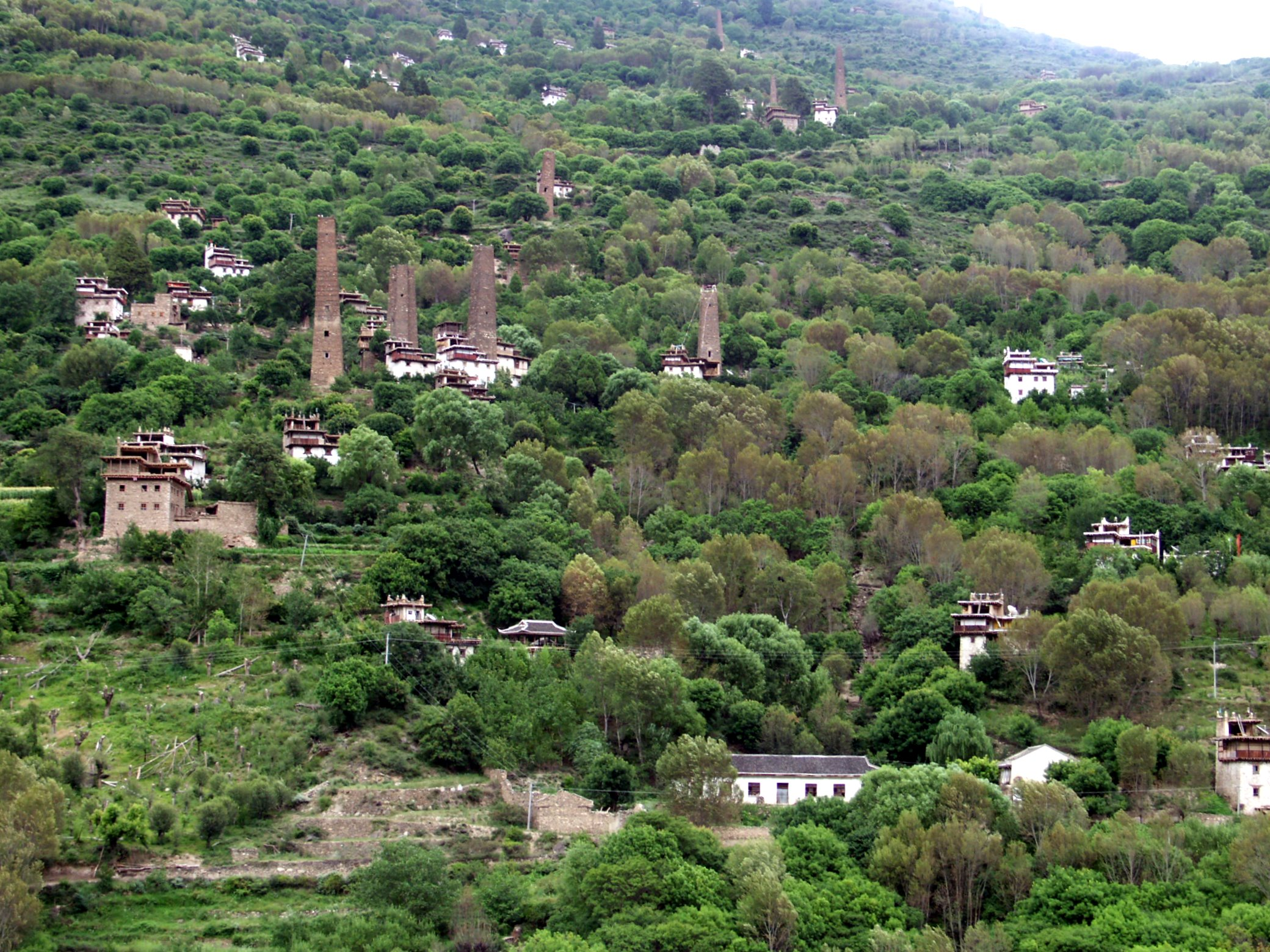
Tours de pierre ou diaolou.

Le xian de Danba (丹巴县 ; pinyin : Dānbā Xiàn) est un district administratif de la province du Sichuan en Chine. Il est placé sous la juridiction de la préfecture autonome tibétaine de Garzê.

## Démographie
La population du district était de 55 519 habitants en 1999.